# Памятник морякам Азовской военной флотилии (Азов)
Памятник морякам Азовской военной флотилии — памятник в городе Азов Ростовской области. Установлен в мае 1975 года у речного вокзала. Является объектом культурного наследия регионального значения.

## История
Памятник морякам Азовской военной флотилии находится в историческом Центральном районе города Азова около морского вокзала. Памятник представляет собой торпедный катер на постаменте. Монумент был установлен по решению исполкома городского Совета народных депутатов.
В годы Великой Отечественной войны город Таганрог пережил 680 дней немецкой оккупации. С октября 1941 по июль 1942 года в Азове находился отдельный Донской отряд Азовской военной флотилии. Отряд оборонял устье Дона и побережье Таганрогского залива. В составе Донского отряда были бронепоезд № 10 «За Родину», речные канонерские лодки, дивизион сторожевых катеров, береговая батарея № 661, 40-й отдельный артиллерийский дивизион. Среди моряков Отдельного Донского отряда был Герой Советского Союза Цезарь Куников.
После того, как Азов и Азовский район были оккупированы немцами, Азовскую военную флотилию перебазировали на Черноморское побережье под город Новороссийск, где проходили сражения за плацдарм в районе Станички (мыс Мысхако) «Малая земля».
30 августа 1943 года моряки Азовской военной флотилии высадили морской десант в районе Таганрога. Передвигаясь на мелкотоннажных кораблях по протокам дельты Дона и побережью Азовского моря, вдоль оккупированной территории, моряки поддерживали боевые действия основных войск, тем самым способствуя освобождению городов Приазовья.
В годы войны около 1500 моряков Азовской военной флотилии были награждены орденами и медалями. Среди них были Герои Советского Союза. После войны во дворе Азовской школы № 3 был сооружен бюст Героя Советского Союза Цезаря Львовича Куникова.
Монумент в честь подвигов моряков отдельного Донского отряда Азовской военной флотилии был открыт 9 мая 1975 года.

## Описание
Памятник представляет собой подлинный торпедный катер типа «Комсомолец», установленный на высоком бетонном постаменте. На подобных катерах сражались моряки Донского отряда Азовской военной флотилии. Авторы памятника — архитекторы А. Иванов и Г. Стульцев.
На постаменте памятника сделана надпись: «На вечный якорь у берега Тихого Дона ты в память поставлен о грозных, суровых боях Азовской военной флотилии в 1941—1942 годах».

Фотографии памятника
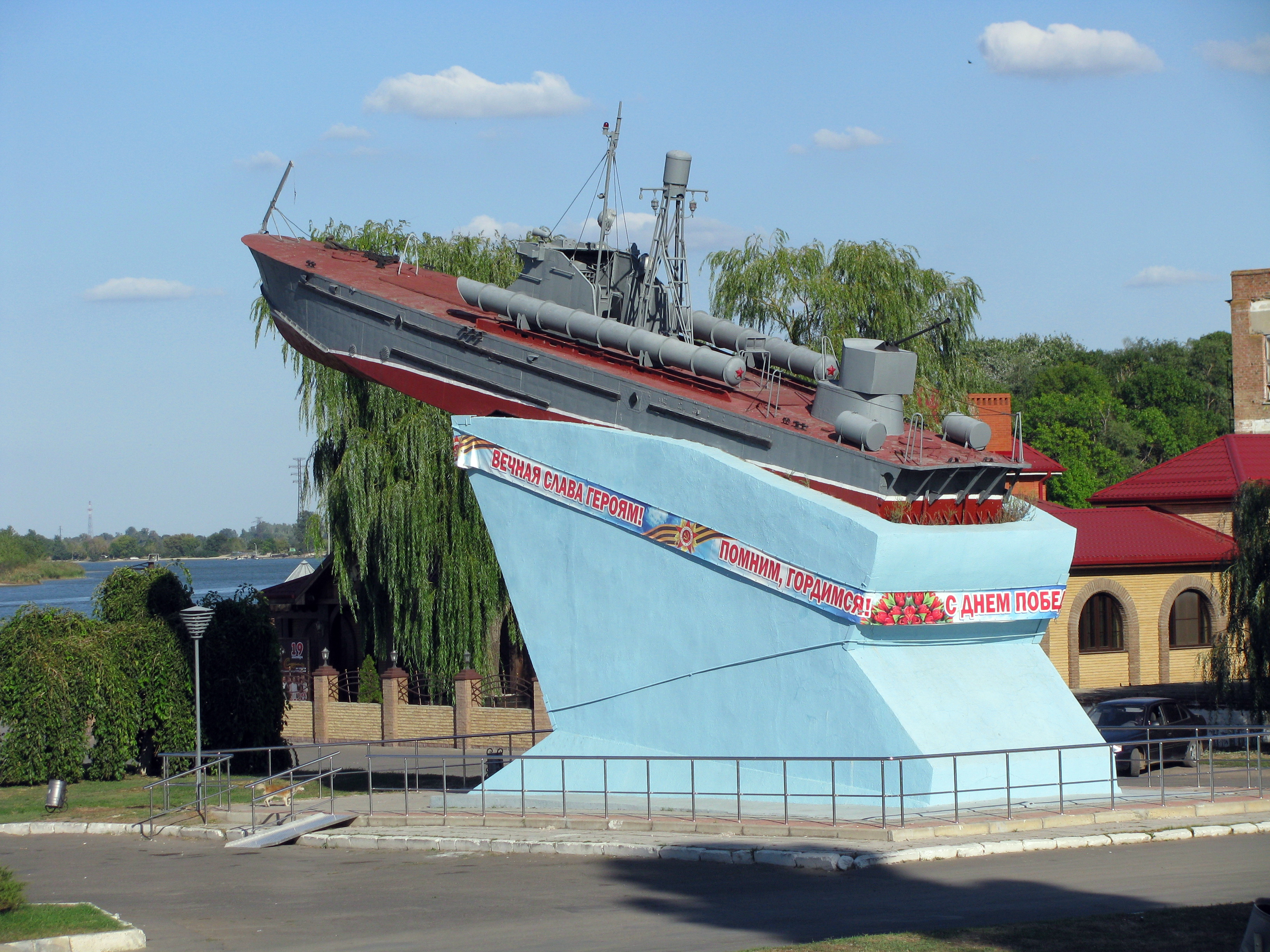
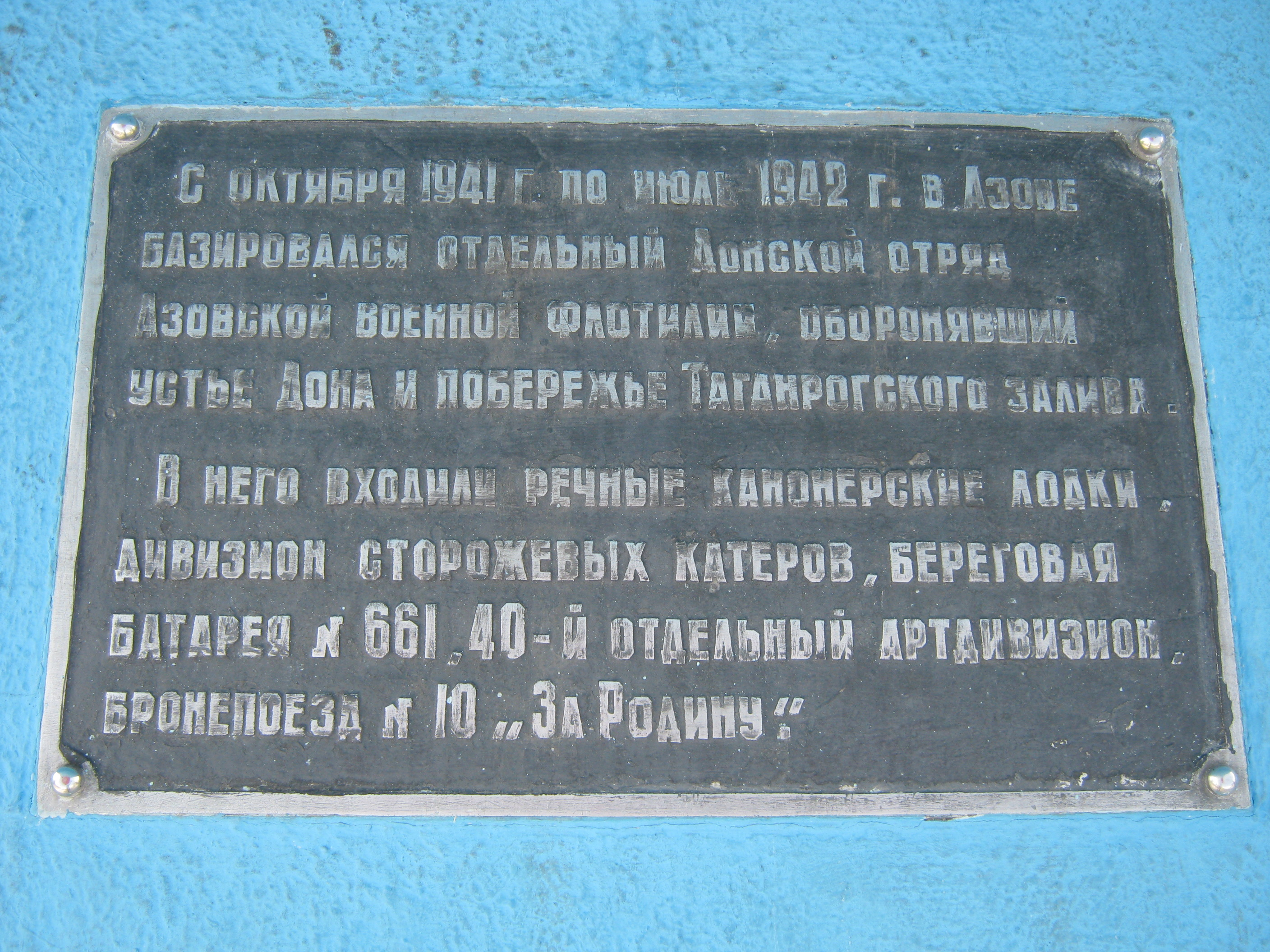
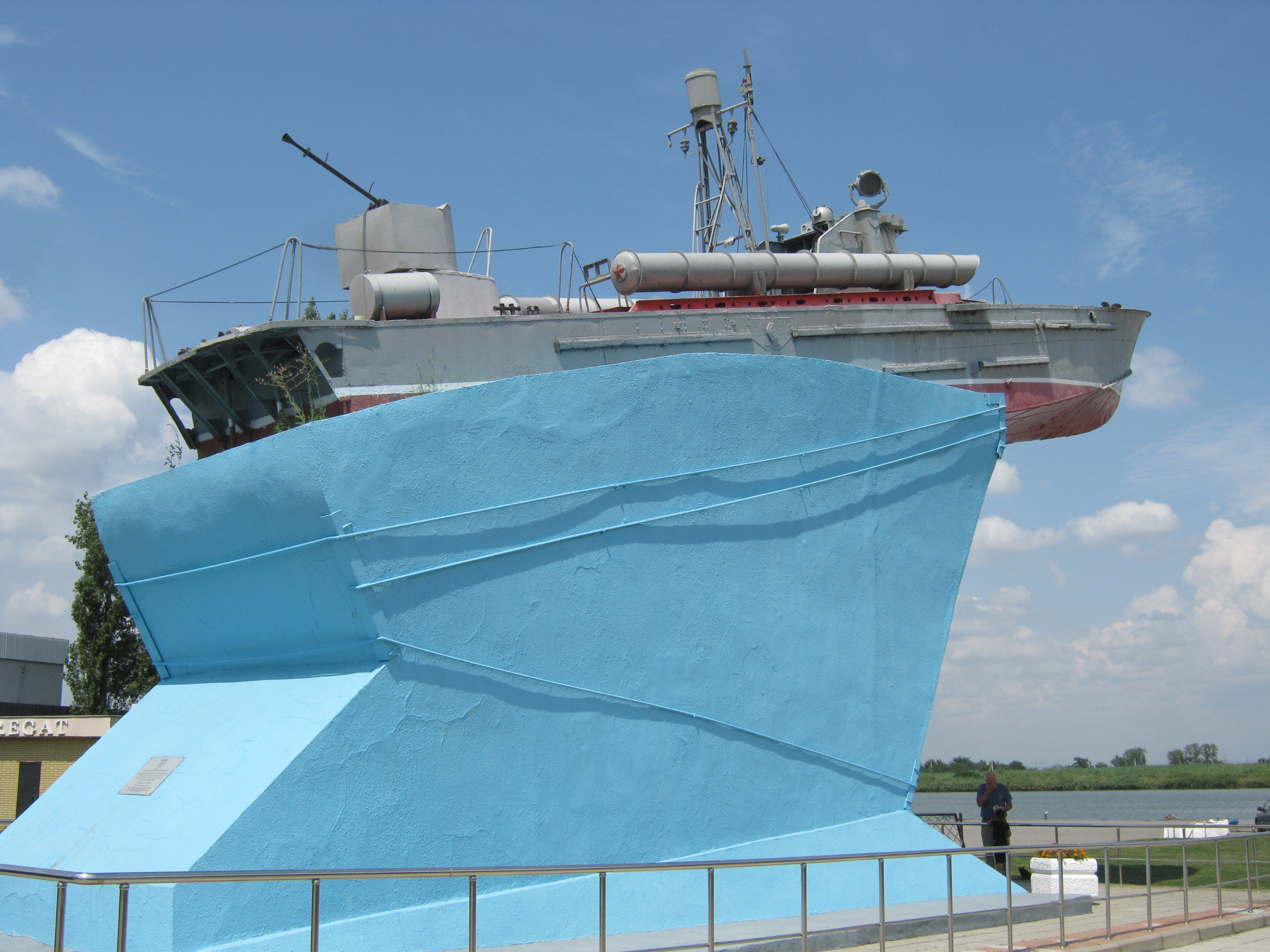
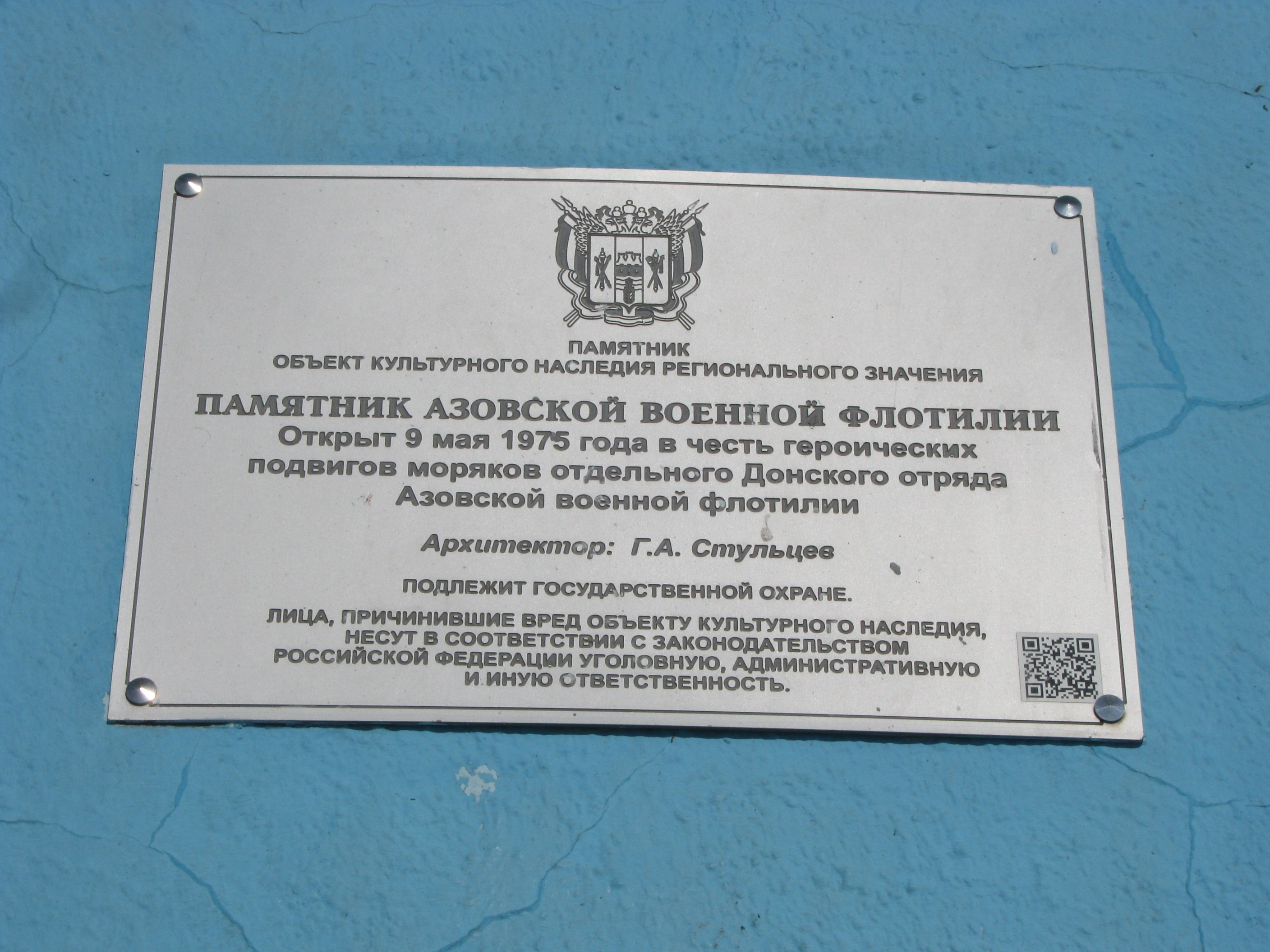
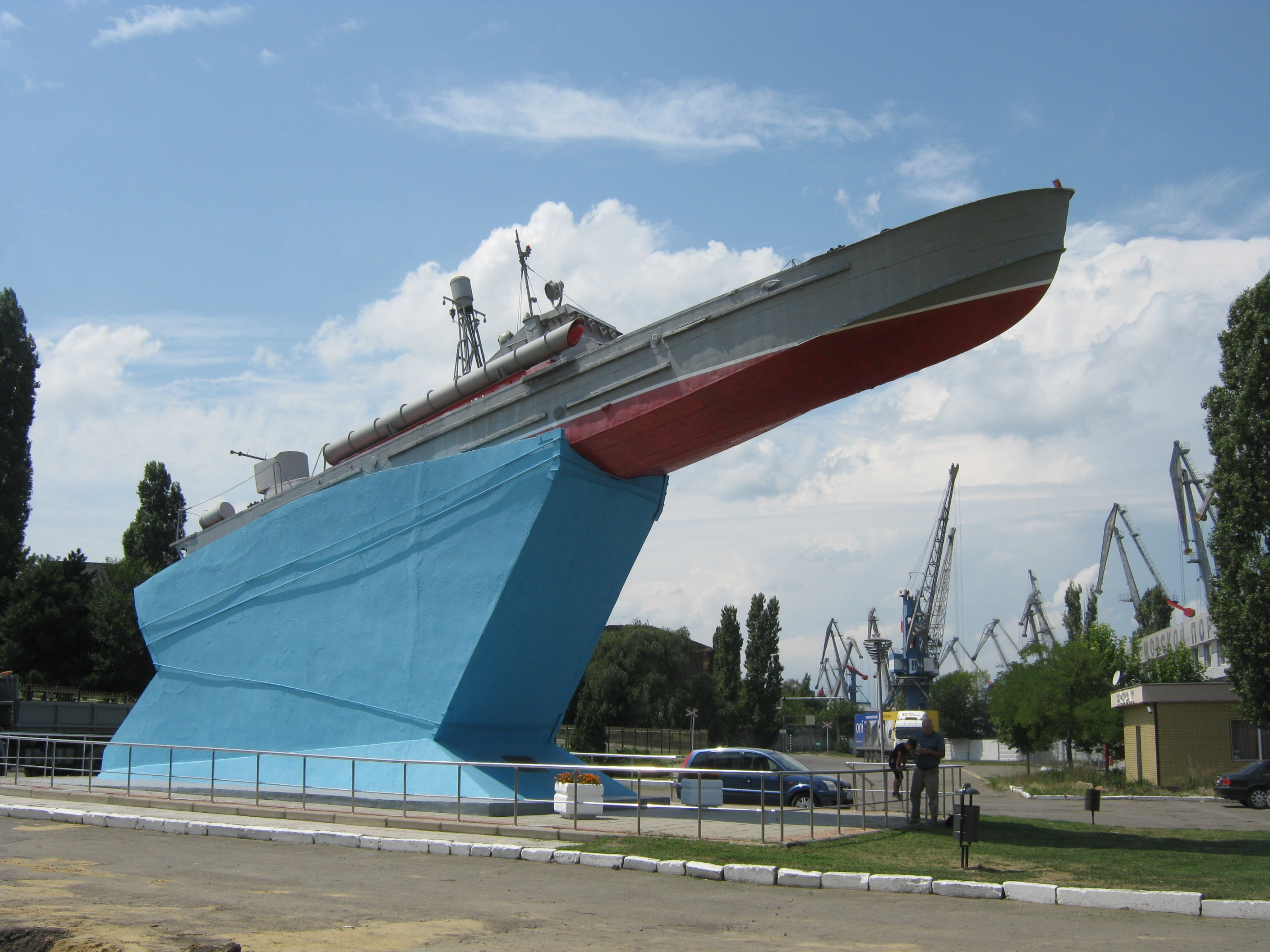